# Německá fotbalová Bundesliga 2022/2023
Bundesliga 2022/2023 byla 60. ročníkem nejvyšší německé fotbalové soutěže. Sezona začala 5. srpna 2022 a skončila 27. května 2023.
Bayern Mnichov obhajoval již 10. titul v řadě a úspěšně jej obhájili.
Kvůli Mistrovství světa ve fotbale 2022, které se odehrálo od 20. listopadu do 18. prosince měla celá liga přestávku, která trvala od 14. listopadu. Liga se opět rozeběhla 20. ledna 2023.

## Týmy
| Tým                      | Město                | Stadion                        | Kap.   |
| ------------------------ | -------------------- | ------------------------------ | ------ |
| FC Augsburg              | Augsburg             | WWK Arena                      | 30,660 |
| Hertha BSC               | Berlín               | Olympiastadion                 | 74,649 |
| Union Berlin             | Berlín               | Stadion An der Alten Försterei | 22,012 |
| VfL Bochum               | Bochum               | Vonovia Ruhrstadion            | 27,599 |
| Werder Bremen            | Brémy                | Wohninvest Weserstadion        | 42,100 |
| Borussia Dortmund        | Dortmund             | Signal Iduna Park              | 81,365 |
| Eintracht Frankfurt      | Frankfurt            | Deutsche Bank Park             | 51,500 |
| SC Freiburg              | Freiburg im Breisgau | Europa-Park Stadion            | 34,700 |
| 1899 Hoffenheim          | Sinsheim             | PreZero Arena                  | 30,150 |
| 1. FC Köln               | Kolín nad Rýnem      | RheinEnergieStadion            | 49,698 |
| RB Leipzig               | Lipsko               | Red Bull Arena                 | 47,069 |
| Bayer Leverkusen         | Leverkusen           | BayArena                       | 30,210 |
| Mainz 05                 | Mohuč                | Mewa Arena                     | 34,000 |
| Borussia Mönchengladbach | Mönchengladbach      | Borussia-Park                  | 54,057 |
| Bayern Munich            | Mnichov              | Allianz Arena                  | 75,000 |
| Schalke 04               | Gelsenkirchen        | Veltins-Arena                  | 62,271 |
| VfB Stuttgart            | Stuttgart            | Mercedes-Benz Arena            | 60,449 |
| VfL Wolfsburg            | Wolfsburg            | Volkswagen Arena               | 30,000 |

### Personál a dresy
| Tým                      | Trenér                   | Kapitán             | Dodavatel dresů | Sponzor                 | Sponzor                                       |
| Tým                      | Trenér                   | Kapitán             | Dodavatel dresů | Hruď                    | Rukáv                                         |
| ------------------------ | ------------------------ | ------------------- | --------------- | ----------------------- | --------------------------------------------- |
| FC Augsburg              | Enrico Maaßen            | Jeffrey Gouweleeuw  | Nike            | WWK Versicherung        | Siegmund                                      |
| Hertha BSC               | Sandro Schwarz           | Marvin Plattenhardt | Nike            | Autohero                | CG Elementum                                  |
| Union Berlin             | Urs Fischer              | Christopher Trimmel | Adidas          | wefox                   | Comedy Central                                |
| VfL Bochum               | Heiko Butscher (dočasný) | Anthony Losilla     | Mizuno          | Vonovia                 | Viactiv Betriebskrankenkasse                  |
| Werder Bremen            | Ole Werner               | Marco Friedl        | Umbro           | Green Legend            | Ammerländer                                   |
| Borussia Dortmund        | Edin Terzić              | Marco Reus          | Puma            | 1&1                     | GLS Group                                     |
| Eintracht Frankfurt      | Oliver Glasner           | Sebastian Rode      | Nike            | Indeed.com              | dpd                                           |
| SC Freiburg              | Christian Streich        | Christian Günter    | Nike            | Cazoo                   | BABISTA                                       |
| 1899 Hoffenheim          | André Breitenreiter      | Benjamin Hübner     | Joma            | SAP                     | hep global                                    |
| 1. FC Köln               | Steffen Baumgart         | Jonas Hector        | Hummel          | REWE                    | DEVK/Deutsche Telekom (pouze v zápasech UEFA) |
| RB Leipzig               | Marco Rose               | Péter Gulácsi       | Nike            | Red Bull                | AOC \| Die Stadtentwickler                    |
| Bayer Leverkusen         | Gerardo Seoane           | Lukáš Hradecký      | Castore         | Barmenia Versicherungen | Trive                                         |
| Mainz 05                 | Bo Svensson              | Silvan Widmer       | Kappa           | Kömmerling              | fb88.com                                      |
| Borussia Mönchengladbach | Daniel Farke             | Lars Stindl         | Puma            | flatex                  | Sonepar                                       |
| Bayern Munich            | Julian Nagelsmann        | Manuel Neuer        | Adidas          | Deutsche Telekom        | Qatar Airways                                 |
| Schalke 04               | Frank Kramer             | Danny Latza         | Adidas          | MeinAuto.de             | Harfid                                        |
| VfB Stuttgart            | Pellegrino Matarazzo     | Wataru Endo         | Jako            | Mercedes-Benz Bank      | Mercedes-EQ                                   |
| VfL Wolfsburg            | Niko Kovač               | Maximilian Arnold   | Nike            | Volkswagen              | Linglong Tire                                 |

## Tabulka
| Poř. | Tým                      | Z  | V  | R  | P  | VG | OG | B  |
| ---- | ------------------------ | -- | -- | -- | -- | -- | -- | -- |
| 1.   | Bayern Mnichov           | 34 | 21 | 8  | 5  | 92 | 38 | 71 |
| 2.   | Borussia Dortmund        | 34 | 22 | 5  | 7  | 83 | 44 | 71 |
| 3.   | RB Leipzig               | 34 | 20 | 6  | 8  | 64 | 41 | 66 |
| 4.   | Union Berlín             | 34 | 18 | 8  | 8  | 51 | 38 | 62 |
| 5.   | SC Freiburg              | 34 | 17 | 8  | 9  | 51 | 44 | 59 |
| 6.   | Bayer Leverkusen         | 34 | 14 | 8  | 12 | 57 | 49 | 50 |
| 7.   | Eintracht Frankfurt      | 34 | 13 | 11 | 10 | 58 | 52 | 50 |
| 8.   | VfL Wolfsburg            | 34 | 13 | 10 | 11 | 57 | 48 | 49 |
| 9.   | Mainz 05                 | 34 | 12 | 10 | 12 | 54 | 55 | 46 |
| 10.  | Borussia Mönchengladbach | 34 | 11 | 10 | 13 | 52 | 55 | 43 |
| 11.  | 1. FC Köln               | 34 | 10 | 12 | 12 | 49 | 54 | 42 |
| 12.  | 1899 Hoffenheim          | 34 | 10 | 6  | 18 | 48 | 57 | 36 |
| 13.  | Werder Brémy             | 34 | 10 | 6  | 18 | 51 | 64 | 36 |
| 14.  | VfL Bochum               | 34 | 10 | 5  | 19 | 40 | 72 | 35 |
| 15.  | FC Augsburg              | 34 | 9  | 7  | 18 | 42 | 63 | 34 |
| 16.  | VfB Stuttgart            | 34 | 7  | 12 | 15 | 45 | 57 | 33 |
| 17.  | Schalke 04               | 34 | 7  | 10 | 17 | 35 | 71 | 31 |
| 18.  | Hertha BSC               | 34 | 7  | 8  | 19 | 42 | 69 | 26 |

|  | Postup do základní skupiny Ligy mistrů UEFA 2023/2024          |
|  | Postup do základní skupiny Evropské ligy UEFA 2023/2024        |
|  | Postup do 4. předkola Evropské konferenční ligy UEFA 2023/2024 |
|  | Baráž o udržení v Bundeslize                                   |
|  | Sestup do 2. ligy 2023/2024                                    |

## Baráž o udržení

### Zápasy
| 1. června 2023 20:15                                              |        |              |                                                                     |
| VfB Stuttgart                                                     | 3 : 0  | Hamburger SV | Mercedes-Benz Arena, Stuttgart diváci: 47 500 rozhodčí: Tobias Welz |
| Konstantinos Mavropanos 1' Josha Vagnoman 51' Serhou Guirassy 54' | Report |              | Mercedes-Benz Arena, Stuttgart diváci: 47 500 rozhodčí: Tobias Welz |

| 5. června 2023 20:15 |        |                                                 |                                                                    |
| Hamburger SV         | 1 : 3  | VfB Stuttgart                                   | Volksparkstadion, Hamburk diváci: 55 500 rozhodčí: Bastian Dankert |
| Sonny Kittel 6'      | Report | Enzo Millot 48', 64' Silas Katompa Mvumpa 90+7' | Volksparkstadion, Hamburk diváci: 55 500 rozhodčí: Bastian Dankert |

VfB Stuttgart zvítězil celkově 6:1. 

## Statistiky

### Nejlepší střelci
| Poř. | Hráč               | Tým                      | [ 10 ] |
| ---- | ------------------ | ------------------------ | ------ |
| 1    | Niclas Füllkrug    | Werder Brémy             | 16     |
| 1    | Christopher Nkunku | RB Leipzig               | 16     |
| 3    | Vincenzo Grifo     | SC Freiburg              | 15     |
| 3    | Randal Kolo Muani  | Eintracht Frankfurt      | 15     |
| 5    | Serge Gnabry       | Bayern Mnichov           | 14     |
| 6    | Marcus Thuram      | Borussia Mönchengladbach | 13     |
| 7    | Marvin Ducksch     | Werder Brémy             | 12     |
| 7    | Jonas Hofmann      | Borussia Mönchengladbach | 12     |
| 7    | Andrej Kramarić    | 1899 Hoffenheim          | 12     |
| 7    | Jamal Musiala      | Bayern Mnichov           | 12     |

### Hattricky
| Hráč           | Klub           | Soupeř       | Výsledek | Datum              |
| -------------- | -------------- | ------------ | -------- | ------------------ |
| Serge Gnabry   | Bayern Mnichov | Werder Brémy | 6:1 (D)  | 8. listopadu 2022  |
| Vincenzo Grifo | SC Freiburg    | Union Berlín | 4:1 (D)  | 13. listopadu 2022 |
| Karim Onisiwo  | Mainz 05       | VfL Bochum   | 5:2 (D)  | 28. ledna 2023     |
| Marvin Ducksch | Werder Brémy   | Hertha BSC   | 4:2 (H)  | 22. dubna 2023     |

### Čistá konta
| Poř. | Hráč            | Tým                                       | [ 11 ] |
| ---- | --------------- | ----------------------------------------- | ------ |
| 1    | Mark Flekken    | SC Freiburg                               | 13     |
| 2    | Koen Casteels   | VfL Wolfsburg                             | 12     |
| 3    | Gregor Kobel    | Borussia Dortmund                         | 11     |
| 3    | Frederik Rønnow | Union Berlín                              | 11     |
| 5    | Lukáš Hradecký  | Bayer Leverkusen                          | 9      |
| 6    | Yann Sommer     | Borussia Mönchengladbach / Bayern Mnichov | 8      |
| 7    | Janis Blaswich  | RB Leipzig                                | 7      |
| 7    | Robin Zentner   | Mainz 05                                  | 7      |
| 9    | Marvin Schwäbe  | 1. FC Köln                                | 6      |
| 9    | Kevin Trapp     | Eintracht Frankfurt                       | 6      |

## Počet týmu spolkových zemí
| Pozice | Německé spolkové země     | Počet | Týmy                                                                                               |
| ------ | ------------------------- | ----- | -------------------------------------------------------------------------------------------------- |
| 1      | Severní Porýní-Vestfálsko | 6     | VfL Bochum, Borussia Dortmund, 1. FC Köln, Bayer Leverkusen, Borussia Mönchengladbach a Schalke 04 |
| 2      | Bádensko-Württembersko    | 3     | SC Freiburg, 1899 Hoffenheim a VfB Stuttgart                                                       |
| 3      | Bavorsko                  | 2     | FC Augsburg a Bayern Mnichov                                                                       |
| 3      | Berlín                    | 2     | Hertha BSC and Union Berlín                                                                        |
| 5      | Brémy                     | 1     | Werder Brémy                                                                                       |
| 5      | Hesensko                  | 1     | Eintracht Frankfurt                                                                                |
| 5      | Dolní Sasko               | 1     | VfL Wolfsburg                                                                                      |
| 5      | Porýní-Falc               | 1     | Mainz 05                                                                                           |
| 5      | Sasko                     | 1     | RB Leipzig                                                                                         |

## Ocenění

### Měsíční
| Měsíc    | Hráč měsíce       | Hráč měsíce       | Nováček měsíce          | Nováček měsíce      | Reference     |
| Měsíc    | Hráč              | Klub              | Hráč                    | Klub                | Reference     |
| -------- | ----------------- | ----------------- | ----------------------- | ------------------- | ------------- |
| Srpen    | Sheraldo Becker   | Union Berlín      | Lee Buchanan            | Werder Brémy        | [ 12 ] [ 13 ] |
| Září     | Niclas Füllkrug   | Werder Brémy      | Tom Krauß               | Schalke 04          | [ 12 ] [ 13 ] |
| Říjen    | Niclas Füllkrug   | Werder Brémy      | Éric Junior Dina Ebimbe | Eintracht Frankfurt | [ 12 ] [ 13 ] |
| Listopad | Serge Gnabry      | Bayern Mnichov    | Éric Junior Dina Ebimbe | Eintracht Frankfurt | [ 12 ] [ 13 ] |
| Leden    | Julian Brandt     | Borussia Dortmund | Karim Adeyemi           | Borussia Dortmund   | [ 12 ] [ 13 ] |
| Únor     | Julian Brandt     | Borussia Dortmund | Tom Krauß               | Schalke 04          | [ 12 ] [ 13 ] |
| Březen   | Raphaël Guerreiro | Borussia Dortmund | Henning Matriciani      | Schalke 04          | [ 12 ] [ 13 ] |
| Duben    | Donyell Malen     | Borussia Dortmund | Matthijs de Ligt        | Bayern Mnichov      | [ 12 ] [ 13 ] |

### Sezónní
| Cena                 | Vítěz           | Tým               | Ref.   |
| -------------------- | --------------- | ----------------- | ------ |
| Nejlepší hráč sezóny | Jude Bellingham | Borussia Dortmund | [ 14 ] |
| Nováček sezóny       | Karim Adeyemi   | Borussia Dortmund | [ 15 ] |

### Team sezóny

#### EA Sports
| Poz. | Hráč               | Tým                 | Ref.   |
| ---- | ------------------ | ------------------- | ------ |
| BK   | Gregor Kobel       | Borussia Dortmund   | [ 16 ] |
| OB   | Jeremie Frimpong   | Bayer Leverkusen    | [ 16 ] |
| OB   | Matthijs de Ligt   | Bayern Mnichov      | [ 16 ] |
| OB   | Nico Schlotterbeck | Borussia Dortmund   | [ 16 ] |
| OB   | Alphonso Davies    | Bayern Mnichov      | [ 16 ] |
| ZÁ   | Julian Brandt      | Borussia Dortmund   | [ 16 ] |
| ZÁ   | Jude Bellingham    | Borussia Dortmund   | [ 16 ] |
| ZÁ   | Jamal Musiala      | Bayern Munich       | [ 16 ] |
| ÚT   | Moussa Diaby       | Bayer Leverkusen    | [ 16 ] |
| ÚT   | Randal Kolo Muani  | Eintracht Frankfurt | [ 16 ] |
| ÚT   | Niclas Füllkrug    | Werder Brémy        | [ 16 ] |